# Pervaja Liga (Russia)
La Pervaja Liga (in russo Первая лига?, "prima lega"), già nota come Pervenstvo Futbol'noj Nacional'noj Ligi (in russo: Первенство Футбольной Национальной Лиги, "campionato della lega calcistica nazionale", noto fino al 2011 come Pervyj divizion), abbreviato in PFN Ligi, è il campionato di calcio organizzato dalla Futbol'noj Nacional'noj Ligi, la seconda divisione professionistica del campionato russo di calcio. 

## Formula
Al torneo partecipano 18 squadre, che giocano un girone all'italiana con gare di andata e ritorno, per un totale di 34 giornate. Al termine di esse sono previste due promozioni  in Prem'er-Liga, più altre due squadre qualificate agli spareggi con altrettante squadre di Prem'er per un posto in massima serie, e cinque retrocessioni in  Pervenstvo Professional'noj Futbol'noj Ligi.

## Storia
Alla dissoluzione dell'Unione Sovietica tutte le squadre russe delle prime due serie sovietiche si unirono nella Prem'er-Liga e il nuovo campionato cadetto, nato nel 1992 con il nome di Pervaja liga, ereditò la struttura regionale della vecchia terza serie sovietica, formata da più di cinquanta squadre divise in tre gironi. 
Nel 1994 il campionato fu riorganizzato, passando al girone unico da 22 squadre, e nel 1998 assunse il nome di Pervyj divizion.
Una nuova riforma si ebbe nella stagione 2022-2023, con il campionato che tornò alla vecchia denominazione di Pervaja Liga e fu ridotto a 18 squadre.

## Squadre
Stagione 2024-2025.
| Squadra                 | Città            |
| ----------------------- | ---------------- |
| Alanija Vladikavkaz     | Vladikavkaz      |
| Arsenal Tula            | Tula             |
| Baltika                 | Kaliningrad      |
| Čajka Pesčanopskoe      | Pesčanopskoe     |
| Černomorec Novorossijsk | Novorossijsk     |
| Enisej                  | Krasnojarsk      |
| KAMAZ                   | Naberežnye Čelny |
| Neftechimik             | Nižnekamsk       |
| Rodina Mosca            | Mosca            |
| Rotor                   | Volgograd        |
| Šinnik                  | Jaroslavl'       |
| SKA-Chabarovsk          | Chabarovsk       |
| Soči                    | Soči             |
| Sokol Saratov           | Saratov          |
| Torpedo Mosca           | Mosca            |
| Tjumen'                 | Tjumen'          |
| Ufa                     | Ufa              |
| Ural                    | Ekaterinburg     |

## Albo d'oro

### Pervaja liga (1994-1997)

#### Struttura a tre gironi (1992-1993)
| Stagione | Girone Ovest            | Girone Centro  | Girone Est     |
| -------- | ----------------------- | -------------- | -------------- |
| 1992     | Žemčužina-Soči          | KAMAZ          | Luč-Ėnergija   |
| 1993     | Černomorec Novorossijsk | Lada-Togliatti | Dinamo-Gazovik |

#### Struttura a girone unico (1994-1998)
| Stagione | Vincitore               |
| -------- | ----------------------- |
| 1994     | Černomorec Novorossijsk |
| 1995     | Baltika                 |
| 1996     | Dinamo-Gazovik          |
| 1997     | Uralan                  |
| 1998     | Saturn                  |

### Pervyj divizion (1999-2022)
| Stagione  | Vincitore              |
| --------- | ---------------------- |
| 1999      | Anži                   |
| 2000      | Sokol Saratov          |
| 2001      | Šinnik                 |
| 2002      | Rubin                  |
| 2003      | Amkar Perm'            |
| 2004      | Terek Groznyj          |
| 2005      | Luč-Ėnergija           |
| 2006      | Chimki                 |
| 2007      | Šinnik                 |
| 2008      | Rostov                 |
| 2009      | Anži                   |
| 2010      | Kuban'                 |
| 2011-2012 | Mordovija              |
| 2012-2013 | Ural                   |
| 2013-2014 | Mordovija              |
| 2014-2015 | Kryl'ja Sovetov Samara |
| 2015-2016 | Gazovik Orenburg       |
| 2016-2017 | Dinamo Mosca           |
| 2017-2018 | Orenburg               |
| 2018-2019 | Tambov                 |
| 2019-2020 | Rotor                  |
| 2020-2021 | Kryl'ja Sovetov Samara |
| 2021-2022 | Torpedo Mosca          |

### Pervaja Liga (2023-attuale)
| Stagione  | Vincitore |
| --------- | --------- |
| 2022-2023 | Rubin     |
| 2023-2024 | Chimki    |
| 2024-2025 | Baltika   |

## Vittorie per squadra
| Squadra                 | Vittorie | Stagioni             |
| ----------------------- | -------- | -------------------- |
| Mordovija               | 2        | 2011-2012, 2013-2014 |
| Kryl'ja Sovetov Samara  | 2        | 2014-2015, 2020-2021 |
| Gazovik Orenburg        | 2        | 2015-2016, 2017-2018 |
| Luč-Ėnergija            | 2        | 1992, 2005           |
| Černomorec Novorossijsk | 2        | 1993, 1994           |
| Dinamo-Gazovik          | 2        | 1993, 1996           |
| Anži                    | 2        | 1999, 2009           |
| Šinnik                  | 2        | 2001, 2007           |
| Rubin                   | 2        | 2002, 2022-2023      |
| Ural                    | 1        | 2012-2013            |
| Tambov                  | 1        | 2018-2019            |
| Rotor                   | 1        | 2019-2020            |
| KAMAZ                   | 1        | 1992                 |
| Žemčužina-Soči          | 1        | 1992                 |
| Lada-Togliatti          | 1        | 1993                 |
| Baltika                 | 1        | 1995                 |
| Uralan                  | 1        | 1997                 |
| Saturn                  | 1        | 1998                 |
| Sokol Saratov           | 1        | 2000                 |
| Amkar Perm'             | 1        | 2003                 |
| Terek Groznyj           | 1        | 2004                 |
| Chimki                  | 1        | 2006                 |
| Rostov                  | 1        | 2008                 |
| Kuban'                  | 1        | 2010                 |
| Torpedo Mosca           | 1        | 2021-2022            |